# Смоларський водоспад
Смоларський водоспад (мак. Смоларски Водопад) — водоспад, розташований на території Республіки Македонія на північному схилі гори Беласиця за течією річки Ломніца на висоті 630 м над рівнем моря біля села Смолари.

## Опис
Водоспад міститься на тектонічно нестабільній структурі, що розташовується поперек напрямку течії річки Ломніца. Внизу водоспаду сформований величезний горщик, якого довжина в напрямку течії річки становить 5 м, ширина 11 м, глибина — від 0,5 до 0,7 м. Власна висота водоспаду складає від 39,5 до 40 м. Смоларський водоспад є найвищим постійним водоспадом в Республіці Македонія, а також найвищим на горі Беласиця.
З 2003 року до водоспаду веде вузька і звивиста дорога довжиною 580 м, по якій можуть туди дістатися туристи. Орієнтиром на шляху до водоспаду слугує сільський ринок, відкритий в січні 2007 року: ринок, де продаються фрукти, овочі і мед місцевого виробництва, який є джерелом доходу для села. Дорога включає 300 кам'яних сходів, що проходить через буковий ліс і закінчується біля мосту над Белвой-Дерой.

## Галерея

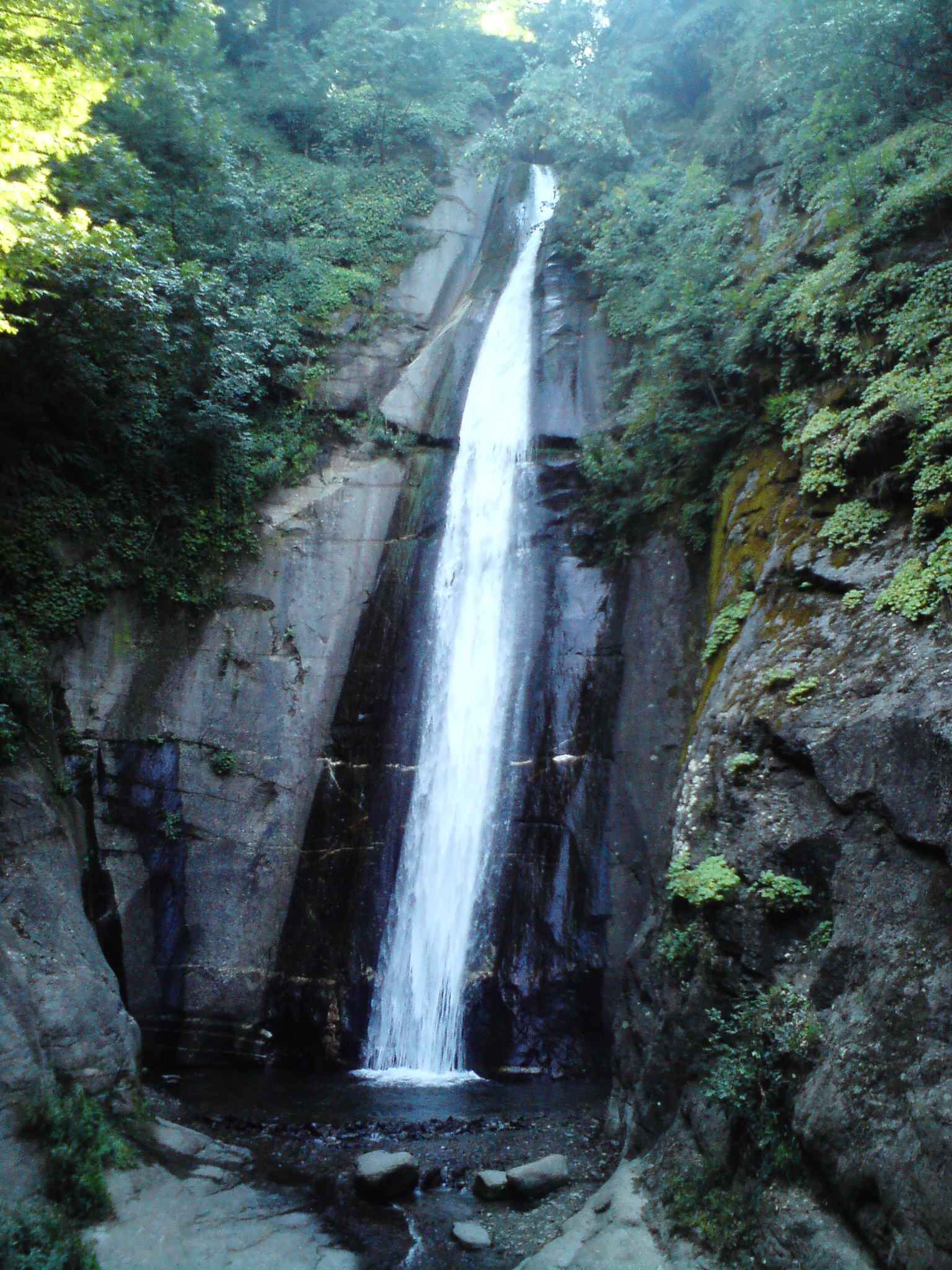
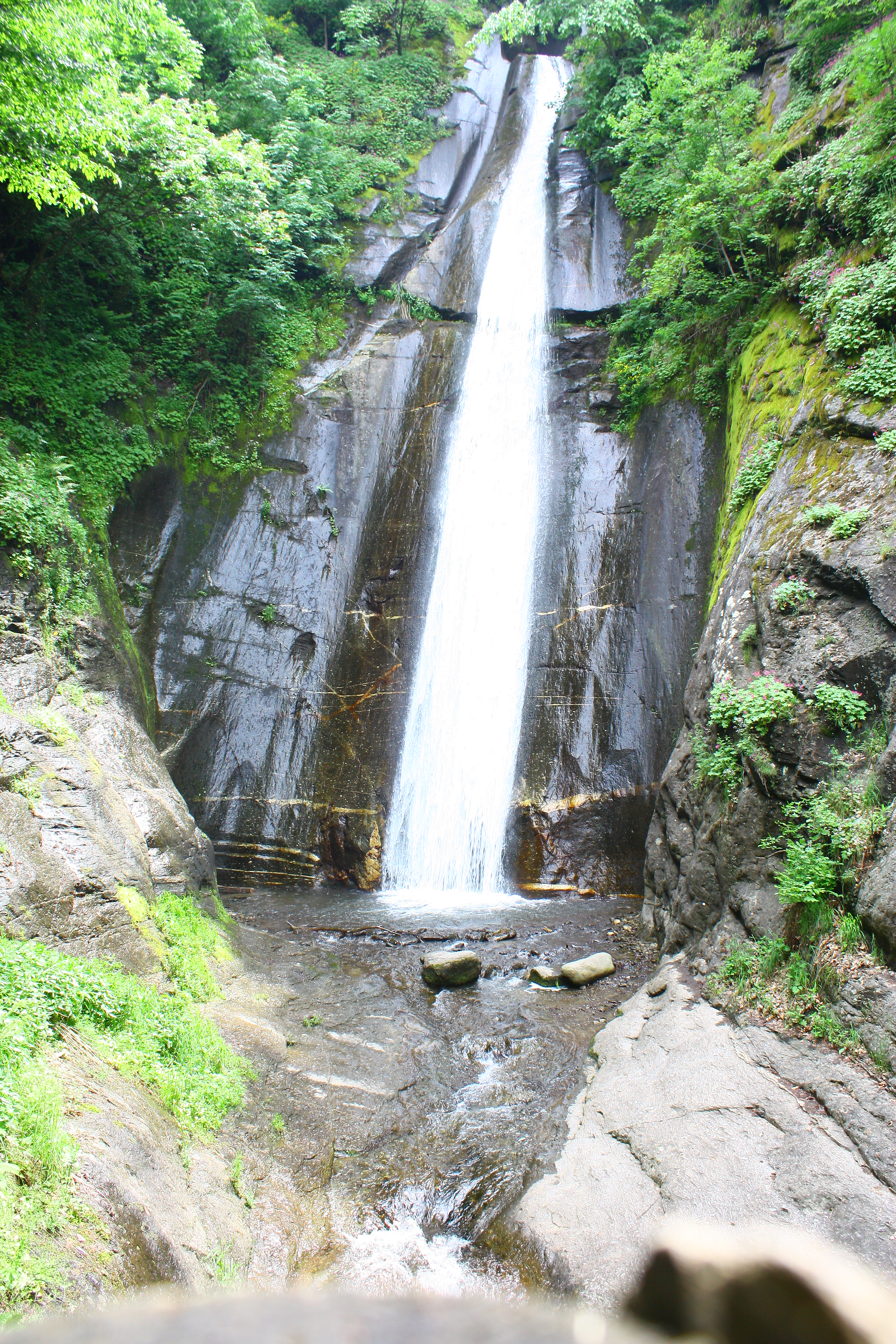
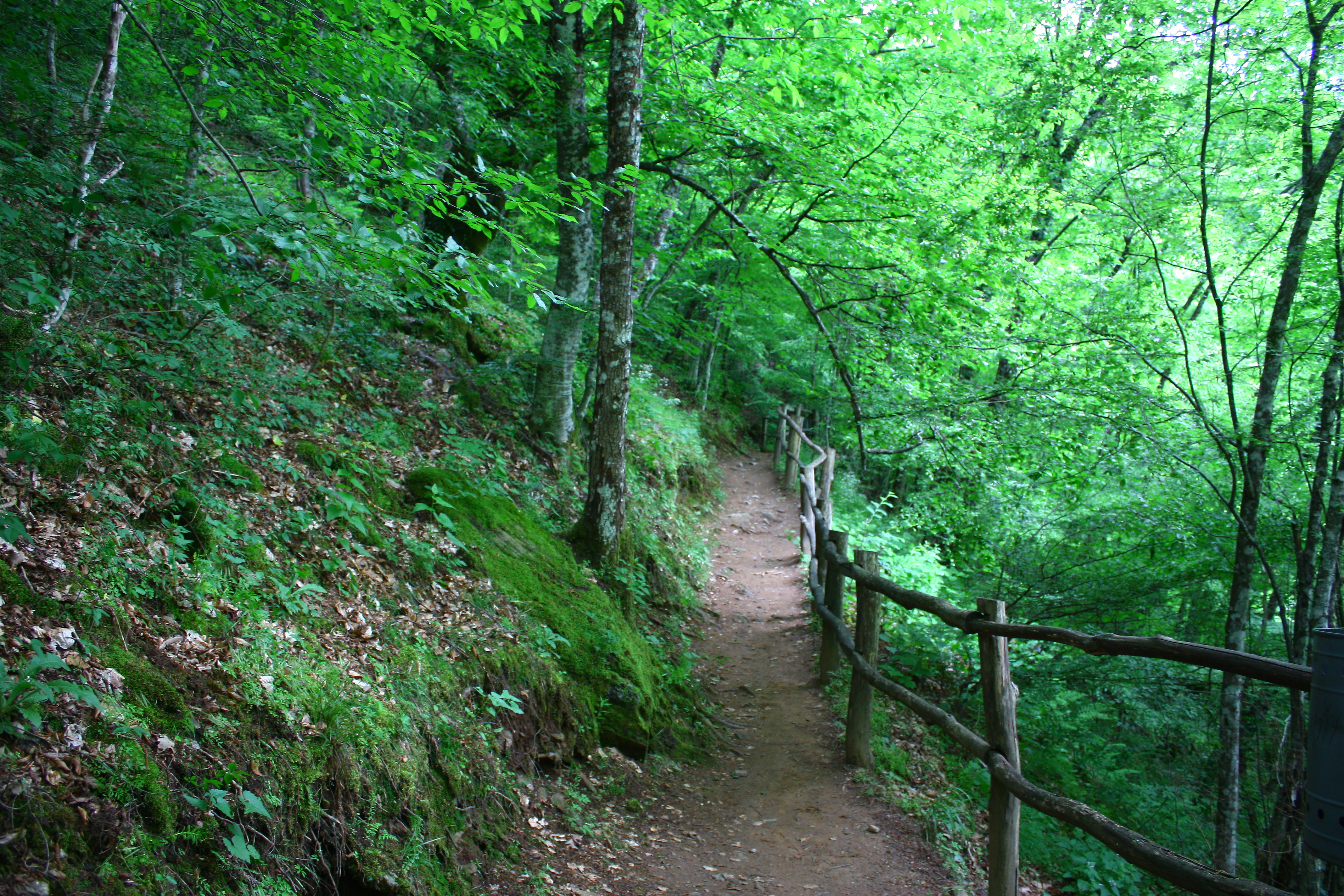
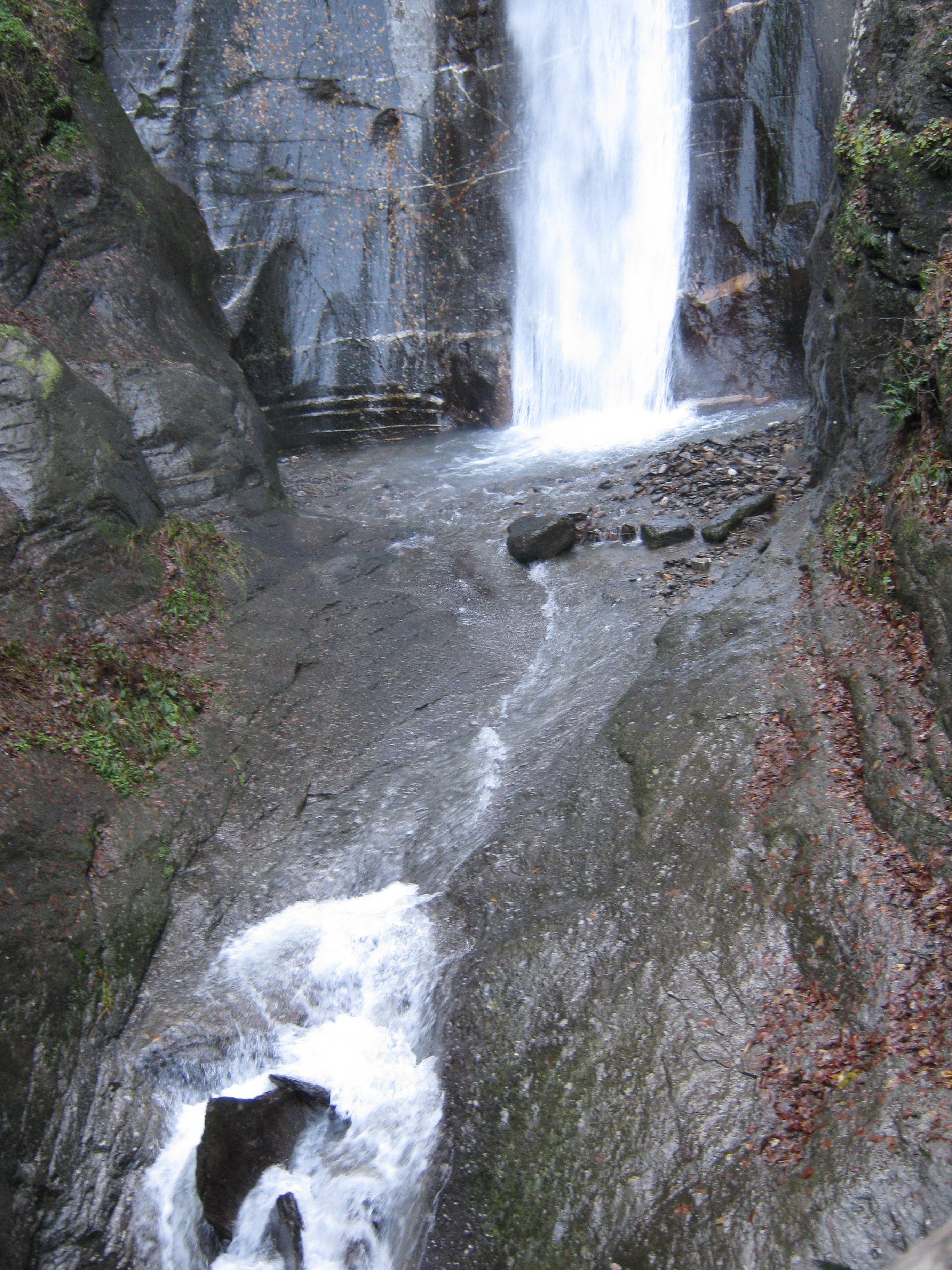
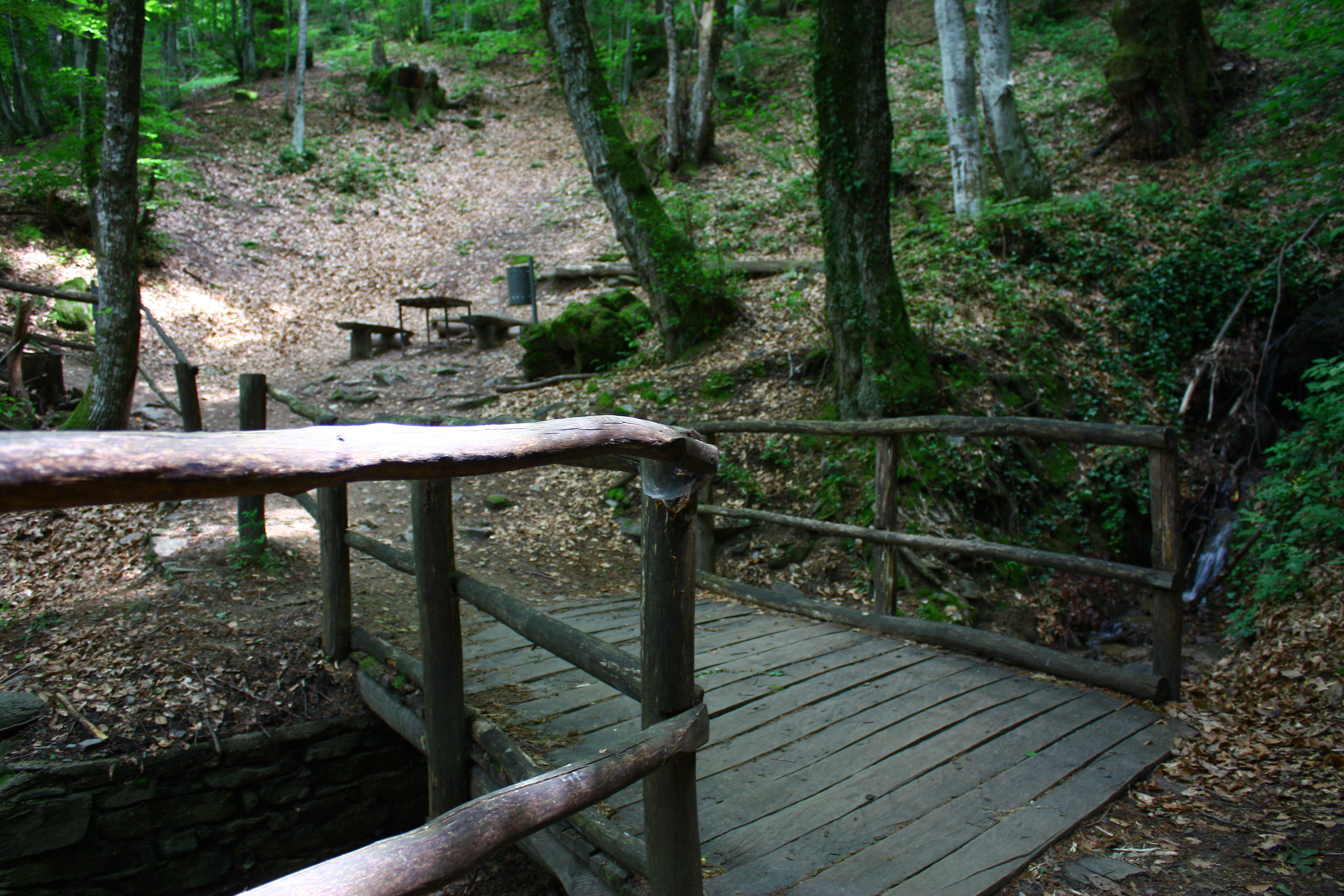